# Ger (Pireneje Wysokie)
Ger – miejscowość i gmina we Francji, w regionie Oksytania, w departamencie Pireneje Wysokie.
Według danych na rok 1990 gminę zamieszkiwało 118 osób, a gęstość zaludnienia wynosiła 61 osób/km² (wśród 3020 gmin regionu Midi-Pireneje Ger plasuje się na 945. miejscu pod względem liczby ludności, natomiast pod względem powierzchni na miejscu 1719.).